# گرافت
گرافت (به هلندی: Graft) یک منطقهٔ مسکونی در هلند است که در آلکمار واقع شده‌است. گرافت ۱٬۵۰۰ نفر جمعیت دارد.